# 巴洛克文学
巴洛克文学（西班牙語：barruco），是17世纪意大利唯一有影响的文学流派，文风华丽浮夸，强调运动和变化，侧重表现幻想，因而特别有装饰美和形式美。巴洛克作家致力于描绘一种“乌托邦”式的世界，其作品中充满了天主教的思想。文学主题是“人生如梦”，提出了“人生舞台”的概念，认为世界是一个大舞台，根本没有现实，人也不可能认识现实，也惯于展现人类在上帝的残酷面前的无能为力。巴洛克文学在德国、意大利、西班牙都很有影响， 代表作家及作品有卡尔德隆的小说《人生如梦》、格里美尔·斯豪森的《痴儿西木传》等。